# Peinture métallisée

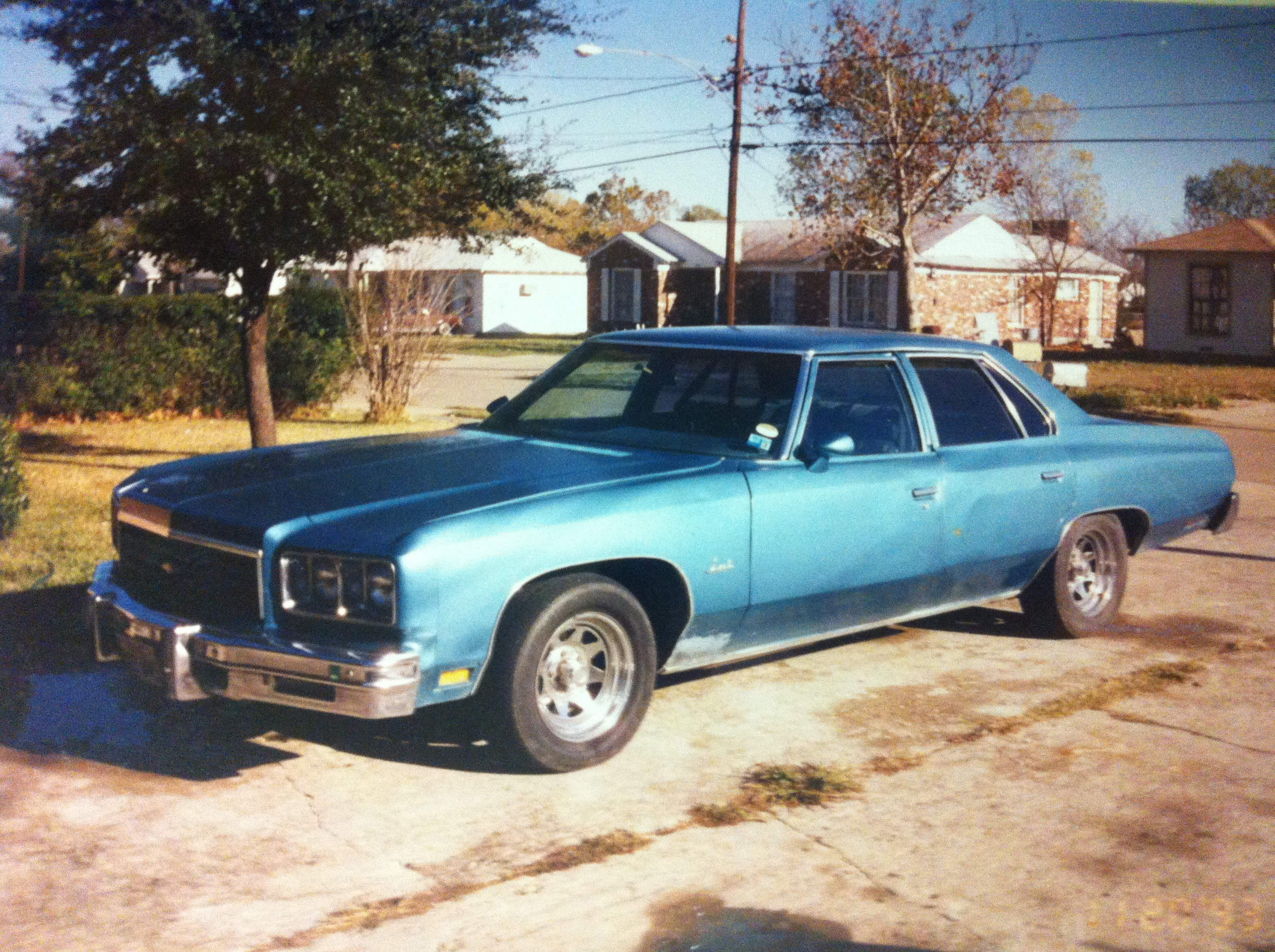
Reflets sur une peinture métallisée

Une peinture métallisée est une peinture contenant une certaine quantité de pigments d'aluminium qui lui donne un caractère de brillant particulier. La différence entre la couleur diffusée par la peinture et celle du reflet est souvent seulement de clarté, mais certaines peintures présentent aussi une différence de teinte. 
Les peintures métallisées, développées depuis les années 1930, sont principalement utilisées pour les carrosseries des voitures automobiles. Il existe aussi des encres d'imprimerie métallisées.

## Fabrication
On prépare des pâtes d'aluminium finement divisés, dont les paillettes, de taille largement supérieure à la longueur d'onde des rayonnements lumineux visibles, ont des formes plutôt plates favorables à leur usage, avec un solvant adapté à leur usage futur. Ces paillettes sont dispersées dans la peinture transparente.
Les conditions d'application ont une forte influence sur l'aspect des peintures métallisées.

## Effet
La finesse de la couche de peinture fait que les paillettes, plutôt plates, présentent le plus souvent une surface parallèle à celle de la peinture.
La lumière arrivant à la surface de la peinture est déviée par la réfraction, reflétée par la paillette, et ressort, colorée par le passage dans la laque transparente, après une nouvelle réfraction. La proportion de la surface de paillettes d'aluminium parallèle à celle de la peinture, par rapport à celle dont l'orientation est aléatoire, est la mesure du brillant.

## Double ton
Dans cet effet, appelé aussi Flop ou Top-Flop, les peintures vues en lumière rasante donnent une couleur plus sombre et plus saturée qu'à la perpendiculaire. Ce phénomène est lié à l'épaisseur de la couche de peinture.